# Trillian
Trillian是一個由美國軟件公司Cerulean Studios推出的即時通訊軟件。目前支援Microsoft Windows、macOS、Linux、Android、iOS、BlackBerry OS及网页版。该软件可连接多种即时通讯服务，如AOL Instant Messenger、Bonjour、Facebook Messenger、Google Talk（Hangouts）、IRC、XMPP（Jabber）、VZ和Yahoo! Messenger网络；以及社交网站如Facebook、Foursquare、LinkedIn和Twitter；还能接入电子邮件服务如POP3与IMAP。，使得用戶可以只使用一個軟件同時連接不同即時通訊服務的聯繫人。其商業版的插件更兼容許多其他的即時通訊服務。
自Windows Live Messenger和Skype服务合并后，因微软决定停用连接所需的Skypekit工具包，Trillian已停止对这两个平台的支持。此外，Trillian也不再支持连接MySpace，以及独立的Gmail、Hotmail或Yahoo! Mail账号（但仍可通过POP3或IMAP接入这些邮件服务）。当前版本支持Facebook、Google、Jabber（XMPP）和Olark平台。
该软件最初于2000年7月1日作为免费IRC客户端发布，首个商业版本《Trillian Pro 1.0》于2002年9月10日问世。其名称源于道格拉斯·亚当斯所著《银河系漫游指南》中的虚构角色"Trillian"。早期官网首页曾专门设置纪念道格拉斯·亚当斯的版块。2009年8月14日，Windows版Trillian "Astra"（4.0）发布，并推出专属Astra网络。2011年5月发布Trillian 5 for Windows，2017年2月首次推出Trillian 6.0版本。
Cerulean Studios總部設在美國康乃狄克州，由Kevin Kurtz和Scott Werndorfer以其1萬美元積蓄於1998年5月創立。其後，他們聘請了華人設計師麥珀騹擔任軟件的設計。

## 功能

### 多协议即时通讯支持
Trillian能够同时连接多个即时通讯服务，无需运行多个客户端。用户可为同一服务创建多个连接，并可将不同连接分组至独立身份下以避免混淆。所有联系人将整合至统一列表中，且不受限于原服务分组体系，支持自由拖拽管理。软件通过不同色球标识各通讯服务（早期版本曾使用企业标识，后因版权问题改用色块设计，但部分皮肤仍保留原图标）。其配色方案灵感源自伦敦地铁线路图，采用差异色系区分不同服务。

#### 支持的通讯协议
- 翠绿与湛蓝 - Trillian Astra自有网络
- 灰 - IRC
- 琥珀与深灰 - Bonjour（Rendezvous协议）
- 紫 - Jabber/XMPP（截至2017年10月27日部分功能异常）
- 青绿与琥珀 - Google Talk（2022年停用）
- 蓝与青绿 - Facebook（2022年停用）
- 蓝 - MSN Messenger（2013年停用）
- 绿 - ICQ（2017年停用）
- 琥珀 - AOL Instant Messenger（2017年停用）

#### 邮件服务集成
- 白信封 - POP邮件
- 牛皮纸信封 - IMAP邮件
- 青绿信封 - Twitter消息

历史版本曾支持：
- Microsoft Exchange Server
- Lotus Sametime
- Novell GroupWise Messenger

### 元联系人
通过元联系人功能（类似Ayttm的备用消息功能），用户可将同一人的多个联系方式聚合为单一入口，消除重复项并简化联系人列表结构。子联系人将以树状排列的小图标形式显示在元联系人条目下。

### 活动记录
Trillian Pro提供双格式日志记录功能，支持纯文本文件与XML文件存储。专业版内置历史管理器，可查看聊天记录并添加书签以便回溯。基于XML的日志结构便于数据操作、检索及未来功能扩展。

### 实时流操控
专业版配备"时光回溯"功能，支持对实时音视频会话进行录制、回放、暂停、快退与快进操作。

### SecureIM加密
SecureIM是Trillian内置的端到端加密系统，采用128位Blowfish加密算法。该功能仅限使用OSCAR协议且双方均使用Trillian时生效。需注意的是，其密钥通过128位素数的Diffie-Hellman密钥交换建立，存在被普通电脑快速破解的安全隐患，且未提供消息认证机制，易受中间人攻击。

### 即时百科查询
自3.0版本起，Trillian整合维基百科实时查询功能。对话窗口中输入的词汇若匹配百科词条，会显示绿色虚线标注。鼠标悬停时可预览摘要，点击可直接访问完整条目。

### 动态表情（Emotiblips）
支持在视频会话中实时发送MP3、WAV、WMV、MPG格式的音频视频片段（QuickTime MOV格式暂不支持），实现动态表情互动。

### 隐藏表情
2.0版本起，默认表情包包含未在菜单显示的隐藏表情，部分动画表情仅限专业版显示，但所有用户均可使用这些表情代码。

### 皮肤与界面（已停更）
采用自主SkinXML引擎，用户可从官方皮肤库或deviantArt获取多样皮肤。早期版本曾支持简化皮肤语言Stixe，允许通过XML实体共享表情包、音效包等资源。默认皮肤由Madelena Mak设计，其中Trillian Whistler自Pro 1.0起沿用至今，各主要版本均有界面微调。Trillian Astra版本启用全新Cordonata界面设计。

### 插件扩展（已停更）
作为闭源软件，Trillian Pro通过插件实现功能拓展。官方插件包括拼写检查、天气监控、迷你浏览器（查看AIM资料）、Winamp歌曲滚动显示、股市监控、RSS阅读器等。第三方开发了国际象棋插件、NetBIOS消息协议插件、Lotus Sametime交互插件等。5.1版本后曾内置Skype通讯插件，但2014年7月起因兼容问题停止支持。多数插件需专业版2.0+环境运行。

### 游戏内聊天
5.3版本新增类Steam的游戏内覆盖聊天功能。激活后可在游戏中显示系统时间，并通过标签式窗口管理多个聊天频道。非激活状态下提供未读消息数提示标签。

## 历史

### 早期发展
经过多个内部版本测试后，Trillian的首个公开版本0.50于2000年7月1日发布，最初设计为一款IRC客户端。由于该版本被认为"漏洞过多"，当日即被撤下并替换为0.51版本。其特色包括简单的连接管理器和可换肤界面。
一个月内，开发者又发布了两个包含额外IRC功能和漏洞修复的次要版本。但据CNET下载站的数据显示，这些改进并未显著提升软件人气。
此时Trillian采用捐赠软件模式，通过官网使用PayPal接收用户捐助。

### 跨协议整合
2000年11月29日推出的0.6版本标志着重大转型，首次实现在单一窗口中同时连接AOL即时通讯、ICQ和MSN Messenger三大平台。尽管当时已有Odigo、Imici等同类产品，但Trillian通过清晰区分不同IM服务的联系人列表、无需注册专有账户及更稳定的连接表现脱颖而出
次年0.61版本新增对Yahoo! Messenger的支持，并推出圣诞主题皮肤。同期Trillian社区论坛正式开放，频繁的版本更新吸引了大批爱好者，皮肤制作热潮兴起，多个粉丝网站应运而生。2001年夏季通过deviantArt举办的皮肤设计大赛获胜作品成为后续版本的默认皮肤。至2001年8月14日，软件下载量突破10万次。

### 主流化与"IM战争"
2001年12月5日发布的0.70版本历经五个月开发，首次将所有IM服务的文件传输功能整合进联系人主窗口界面，采用全新默认皮肤Trillian Cordillera和包含百余个表情的图集，创当时即时通讯软件之最。随后的0.71版本于12月18日推出，率先支持AOL群聊和SecureIM加密通信。
用户量随之激增：2002年1月27日下载量破百万，半年内突破五百万。主流媒体如CNET、连线杂志和BetaNews给予广泛报道，首席开发Scott Werndorfer更接受TechTV专访。但AOL随即于1月28日封禁Trillian的SecureIM接入，引发持续数周的攻防战，Cerulean工作室通过0.721至0.724系列补丁快速应对。据Jupiter Media Metrix统计，至2002年4月Trillian月活用户已达61万，用户粘性居同类之首。

### 商业化进程
2002年9月9日，Trillian推出年费25美元的专业版Pro 1.0与免费版Basic 0.74并行。专业版新增短信/移动消息、Yahoo!视频通话支持及邮件提醒插件，瞄准企业级安全IM市场。凭借"先试后买"模式，该版本次年即获评最佳网络通讯共享软件。至2003年4月26日，累计下载量突破千万。

### 协议封锁与开源合作
2003年Pro 2.0发布后，Yahoo!以反垃圾邮件为由多次修改通讯协议封锁第三方接入。Trillian开发团队不仅快速推出补丁，更协助开源竞争对手Pidgin破解验证机制，实现技术共享。同年微软升级MSN服务器时，Cerulean提前与微软合作确保兼容性。2004年Yahoo!再次变更协议时，Trillian均在24-48小时内发布修复更新，展现了强大的技术适应能力。

### Trillian 3系列
2004年8月，官方开设了全新博客以重建工作室与用户之间的联系。该博客首次披露了Trillian 3的研发计划，并向小范围测试者开放了抢先体验通道。
经过数月的测试版测试，Trillian 3最终版本于2004年12月18日正式发布。该版本实现了多项突破：支持通过AIM、MSN Messenger和Yahoo! Messenger进行音视频聊天；升级了日志管理系统；新增与在线百科全书维基百科的整合功能。界面设计焕然一新，官方网站也进行了全面改版。
此次更新还将长期停滞的"Trillian Basic 0.74"升级为"Trillian Basic 3.0"，同步实现了新版界面与功能。在Download.com平台，Trillian Basic下载量数周内即突破2000万次。
“Trillian 3.1”于2005年2月23日发布。该版本新增了通用即插即用（UPnP）和多身份支持等功能。
2011年6月10日，所有Trillian 3 Basic版本的用户可免费自动升级至Trillian 3 Pro。

### U3与Google软件包
2005年10月21日，专为U3USB闪存盘设计的特别版Trillian面世。此前通过非官方修改方案"Trillian Anywhere"，该软件已可在普通闪存设备上运行。Trillian Astra的U3版本亦发布于Cerulean Studios官方论坛。
2006年1月6日，谷歌产品总裁拉里·佩奇宣布推出整合多款应用的"Google Pack"软件套装，其中包含"Trillian Basic 3.0"，被描述为"由谷歌及其他公司提供的免费安全软件集合，旨在提升用户在线及桌面体验"。
据Cerulean Studios博客披露，Trillian于2006年5月19日从Google Pack中移除。
Trillian入选Google Pack曾引发媒体分析师困惑，因当时谷歌自身力推开放IM系统的Google Talk服务。值得注意的是，免费版Trillian Basic虽不兼容Google Talk，但付费版Trillian Pro曾被列入Google Talk客户端推荐列表，直至2013年5月Google Talk被Hangouts取代。

## Trillian Astra（Trillian 4）
在Trillian 3.1发布一年后，Cerulean Studios的博客再次更新，宣布下一代版本Trillian Astra即将推出。第四代版本名"Astra"源自软件同名虚构角色（灵感来自《银河系漫游指南》）的昵称。新版本声称运行速度更快，并采用全新登录界面。官方公开了新域名www.trillianastra.com，初期仅展示LOGO与蓝色背景。2009年7月3日，Cerulean Studios重新开放Astra的付费网页版公测。2009年8月14日，Astra正式版最终构建发布。 该版本内置名为"Astra Network"的社交网络，用户可通过Astra ID在跨平台环境下相互通信。此后，Cerulean Studios注册新域名www.trillian.im以提升用户体验。
2009年11月18日，Trillian首个移动版本登陆iPhone平台。至2010年，Android、BlackBerry和Apple iOS的正式版本已分别在其应用市场（Android市场、App World及App Store）上线。Trillian移动版初始售价4.99美元，2011年起改为免费下载并通过广告盈利。
截至2010年8月，Mac OS X版本仍处于测试阶段。

### Trillian 5
2010年8月2日，Trillian 5.0以公开测试版形式发布。新版特性包括：可自由调整大小的界面、历史记录同步功能、受Windows主题集成启发设计的全新功能区界面、为各服务商设计的大理石风格新图标、可切换回Trillian 3与4版本经典界面的选项，以及全新的社交网络界面窗口。除Windows版Trillian 5.0外，前文提及的Mac测试版也同步推出。截至2010年，Android和BlackBerry OS的正式版本已在各自应用市场免费上线。

#### OpenCandy争议
Trillian 5.0安装包中曾捆绑名为OpenCandy的程序，该程序被Microsoft Security Essentials等安全软件归类为广告软件。 2011年5月5日，OpenCandy组件被正式移除。

### Trillian 6
2016年1月8日，Trillian 6正式发布。

### 停止支持的网络服务
Trillian已停止尝试通过技术手段使其客户端适配其他即时通讯网络，也未进行任何新网络服务整合开发。开发者转而鼓励用户使用其自有即时通讯服务。
- 因雅虎决定关闭传统雅虎通客户端及服务器，自2016年8月31日起，Trillian及其他第三方客户端均无法再连接雅虎通服务。[33]
- 因美国在线（AOL）宣布关闭AIM网络，自2017年12月15日起，Trillian及其他客户端均无法再连接AIM服务。[34]
- 因ICQ官方停止对第三方客户端的支持，自2019年4月1日起Trillian无法再连接ICQ。该服务于2024年6月26日正式终止。[35][36]
- MSN账号曾在2011年微软收购Skype后可与Skype账号互通，但该服务于2013年关闭。
- 因微软Skype停止第三方客户端支持，Trillian自2013年起无法连接Skype服务。[37]
- 随着Google Talk服务终止，自2022年6月16日起Trillian无法再连接该服务。[38]

## 外部連結
- Trillian官方網站存档（互联网档案馆2010年存档）
- 官方网站